# 南京大学地理与海洋科学学院
南京大学地理学系成立于1930年中央大学时期，前身是1921年南京高师时期设立的中国最早的地理学系以及地学系地理组。

## 历史概要
- 1921年南京高等师范学校改建国立东南大学，设立地理学系；旋由竺可桢主持，成立地学系[1][2]，设地理气象组和地质矿物组[3]。在地理学方面，开创中国现代地理教育，为中国现代地理学的发源地。
- 1930年国立中央大学时期，地学系分为地理学系和地质学系，地理学系设地理组和气象组，胡焕庸任系主任；1945年，气象专业独立成系。
- 1954年，地理学系设立中国最早的自然地理学、经济地理学专业。后又在中国率先成立地图学、陆地水文、地貌学与第四纪地质学专业。
- 1987年，地理学系易名为大地海洋科学系；1995年，又易名为城市与资源学系。该系设在南京大学地学院内。
- 2006年，原城市与资源学系撤系建院，更名为地理与海洋科学学院，下设国土资源与旅游学系、城市与区域规划系、地理信息科学系、海岸海洋科学系。

历任系主任
- 竺可桢（1921-1930）
- 胡焕庸（1930-1943）
- 李旭旦（1943-1952）
- 任美锷（1952-1984）
- 杨戊（1984-1987）
- 王颖（1987-1995）

## 校友
- 张其昀
- 王庸
- 陈正祥
- 吴传钧
- 杨逸畴
- 毛德华

## 相关
- 南京大学地学院
- 南京大学城市与区域规划系